# 近鐵21000系電聯車
近鐵21000系電聯車（日语：／ kintetsu21000kei densha */?）是近畿日本鐵道的一款特急列車，暱稱是「Urban Liner plus」。21000系於1988年獲得優良設計獎，並於1989年獲得鐵道友之會藍絲帶獎。